# Churrigueryzm

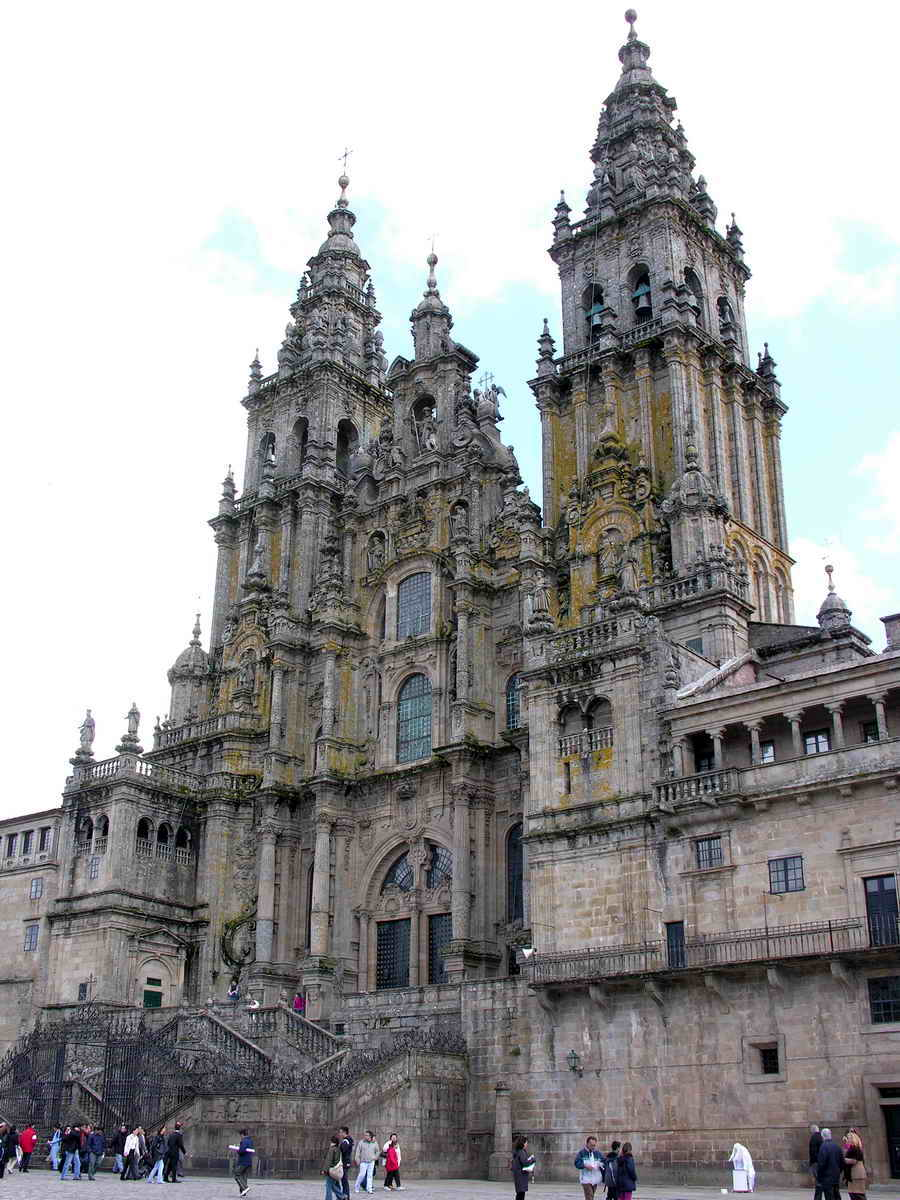
Fasada katedry w Santiago de Compostela

Churrigueryzm – specyficzna, hiszpańska odmiana baroku, charakteryzująca się przerostem elementów ornamentowych i niezwykłą obfitością rzeźbiarskich detali występująca w Hiszpanii i Meksyku.
Styl powstał pod koniec XVII wieku i cechował się znacznym nagromadzeniem dekoracji zarówno architektonicznych, rzeźbiarskich i malarskich, które przesłaniały układ konstrukcyjny budowli. Łączył ze sobą detale włoskie, niderlandzkie i motywy meksykańskie tworząc często zawiły wzór roślinny w postaci splątanych ornamentów umieszczanych na płaszczyznach ścian, kwiatonów, festonów, w połączeniu z łamanymi gzymsami, spiralnymi kolumnami itp. 
Stanowił zespolenie zdobniczych form późnego gotyku hiszpańskiego i plateresku. Wyrażał się najpełniej w portalach kościołów i pałaców, osiągając pełnię rozkwitu w 1. połowie XVIII wieku.